# Конькобежный спорт на зимних Олимпийских играх 1980 — 10000 метров (мужчины)

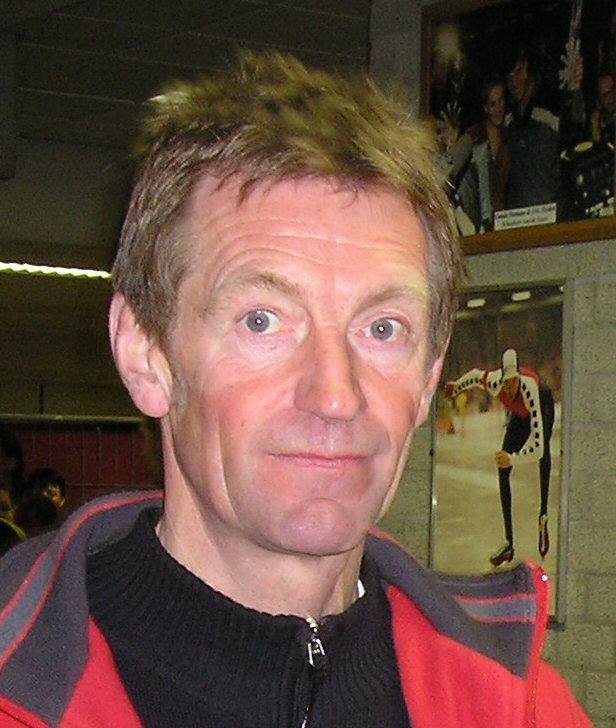
Пит Клейне (фото 2006 года) после золота Инсбрука выиграл серебро Лейк-Плэсида

Соревнования по конькобежному спорту среди мужчин на дистанции 10 000 метров на зимних Олимпийских играх 1980 года в Лейк-Плэсиде прошли 23 февраля на Олимпийском конькобежном овале имени Джеймса Б. Шеффилда на открытом воздухе. Спортсмены разыграли девятый и последний на Играх комплект наград. Участвовали 25 конькобежцев
21-летний американец Эрик Хайден, выигравший к тому моменту уже 4 золотые награды на всех 4 дистанциях (500, 1000, 1500 и 5000 метров), считался основным фаворитом. Также высоко оценивались шансы 28-летнего голландца Пита Клейне, олимпийского чемпиона 1976 года именно на этой дистанции. Хайден накануне старта смотрел допоздна знаменитый хоккейный матч США — СССР, в котором американцы одержали сенсационную победу. В итоге Хайдену удалось поспать совсем немного.
В первой паре бежали 20-летний норвежец Том Эрик Оксхолм, уже выигравший бронзу в Лейк-Плэсиде на дистанции 5000 метров, и 27-летний американец Майк Вудс. Оксхолм показал 14:36,60, установив новый олимпийский рекорд. Во второй паре на лёд вышли Хайден и советский конькобежец 26-летний Виктор Лёскин, уже почти 3 года владевший мировым рекордом на этой дистанции — 14:34,33 (3 апреля 1977, Медео). Лёскин со старта взял высокий темп, после 9 кругов из 25 он опережал Хайдена на две с лишним секунды (график Оксхолма Лёскин опережал более чем на 4 секунды). Однако затем скорость Лёскина начала падать, и на 13-м круге Хайден вышел вперёд. После 19-го круга Лёскин уступал уже и графику Оксхолма, в то время как Хайден наращивал скорость: на 20-м круге он опережал Лёскина на 9 с лишним секунд, а график Оксхольма — почти на семь. В итоге Хайден установил новый мировой рекорд (единственный за всю историю на Олимпийском конькобежном овале в Лейк-Плэсиде) — 14:28,13, сразу на 6 секунд превысив достижение Лёскина. Лёскин отстал на 23 с лишним секунды. В шестой паре Пит Клейне сумел на 0,57 сек улучшить результат Оксхолма и выиграть серебро, однако Хайдену Клейне уступил почти 8 секунд.
Хайден стал первым в истории спортсменом, выигравшим на одних Играх (зимних или летних) пять золотых олимпийских наград в индивидуальных дисциплинах. Примечательно, что мировой рекорд Хайдена простоял чуть более месяца: 29 марта 1980 года в Медео советский конькобежец Дмитрий Оглоблин, занявший в Лейк-Плэсиде 16-е место, показал результат 14:26,71 (почти на минуту быстрее, чем Оглоблин бежал в Лейк-Плэсиде).

## Медалисты
| Золото          | Серебро               | Бронза                    |
| Эрик Хайден США | Пит Клейне Нидерланды | Том Эрик Оксхолм Норвегия |

## Результаты
| Место | Спортсмен                  | Время       | Отставание |
| ----- | -------------------------- | ----------- | ---------- |
| 1     | Эрик Хайден (USA)          | 14:28,13 WR | 0,00       |
| 2     | Пит Клейне (NED)           | 14:36,03    | +7,90      |
| 3     | Том Эрик Оксхолм (NOR)     | 14:36,60    | +8,47      |
| 4     | Майк Вудс (USA)            | 14:39,53    | +11,40     |
| 5     | Эйвинн Тветер (NOR)        | 14:43,53    | +15,40     |
| 6     | Хилберт ван дер Дёйм (NED) | 14:47,58    | +19,45     |
| 7     | Виктор Лёскин (URS)        | 14:51,72    | +23,59     |
| 8     | Андреас Эриг (GDR)         | 14:51,94    | +23,81     |
| 9     | Ясухиро Симидзу (JPN)      | 14:57,48    | +29,35     |
| 10    | Сергей Березин (URS)       | 15:04,68    | +36,55     |
| 11    | Йеп Крамер (NED)           | 15:04,79    | +36,66     |
| 12    | Томас Густафсон (SWE)      | 15:05,18    | +37,05     |
| 13    | Алф Рекстад (NOR)          | 15:05,70    | +37,57     |
| 14    | Эрьян Сандлер (SWE)        | 15:11,52    | +43,49     |
| 15    | Андреас Дитель (GDR)       | 15:15,03    | +46,90     |
| 16    | Дмитрий Оглоблин (URS)     | 15:20,14    | +52,01     |
| 17    | Масахико Ямамото (JPN)     | 15:26,92    | +58,79     |
| 18    | Колин Коатс (AUS)          | 15:28,30    | +1:00,17   |
| 19    | Пертти Нийттюля (FIN)      | 15:29,98    | +1:01,85   |
| 20    | Андрей Эрдели (ROU)        | 15:31,73    | +1:03,60   |
| 21    | Ульф Экстранд (SWE)        | 15:33,42    | +1:05,29   |
| 22    | Маурицио Маркетто (ITA)    | 15:56,73    | +1:28,60   |
| 23    | На Ён Су (KOR)             | 16:00,41    | +1:32,28   |
| 24    | Джон Френч (GBR)           | 16:17,56    | +1:49,43   |
| —     | Крэйг Кресслер (USA)       | DNF         |            |